# Чиекуркална 1-я линия
Чие́куркална 1-я линия (латыш. Čiekurkalna 1. līnija, ранее Чиекуркална 1-я длинная линия, латыш. Čiekurkalna 1. garā līnija) — улица в Северном районе города Риги, одна из продольных линий микрорайона Чиекуркалнс.
Начинается от улицы Гауяс у Лесного кладбища, проходит под путепроводом Густава Земгала гатве, далее идёт в восточном направлении, вдоль железнодорожной линии Рига — Лугажи, и заканчивается у стыка улиц Вискалю и Джутас.
Общая длина улицы составляет 1742 метра. На всём протяжении имеет асфальтовое покрытие, 2 полосы движения. На всём протяжении по улице проходит маршрут автобуса № 9 (в сторону Межапарка), имеется 4 остановки.

## История
Чиекуркална 1-я линия сформировалась после того, как в 1870-е годы территория находившейся здесь исторической усадьбы Шрейенбуш была разделена на участки для застройки, которые были проданы последним владельцем этой усадьбы М. Менде. Две главные улицы, возникшие на месте бывшего имения, в 1902 году получили название 1-я и 2-я Шрейенбушская линия (латыш. Šreienbušas 1. un 2. līnija), а в 1922 году они обрели свои современные названия. Первоначально в новом названии присутствовало слово «длинная» (длинная линия, латыш. garā līnija), сохранившееся в разговорной речи до наших дней.
В 1911 году улица была замощена, а в 1933 году на ней были устроены тротуары.

## Застройка
- Водонапорная башня (1913 г.) и школа (1910 г.), расположенные в начале линии и относящиеся к улице Гауяс, — памятники архитектуры государственного значения[7].
- Административные здания Министерства внутренних дел Латвии — современный комплекс из восьми зданий (построен в 2005—2007 гг.), общей площадью около 42 тысяч м².[8]
- Дом № 53 — здание школы № 37 (построено в 1933 г.) — памятник архитектуры местного значения[9].

## Прилегающие улицы
Чиекуркална 1-я линия пересекается со следующими улицами:
- Улица Гауяс
- Улица Аугстрозес
- 1-я поперечная линия Чиекуркална
- 2-я поперечная линия Чиекуркална
- 3-я поперечная линия Чиекуркална
- 4-я поперечная линия Чиекуркална
- 5-я поперечная линия Чиекуркална
- 6-я поперечная линия Чиекуркална
- 7-я поперечная линия Чиекуркална
- 8-я поперечная линия Чиекуркална
- Улица Вискалю
- Улица Джутас